# Sapeornis
Sapeornis is een geslacht van uitgestorven vogels uit het Vroeg-Krijt van het huidige China.

## Naamgeving en vondst
De typesoort Sapeornis chaoyangensis werd in 2002 benoemd en beschreven door Zhou Zhonghe en Zhang Fucheng. De geslachtsnaam verbindt het acroniem SAPE, de afkorting voor de Society of Avian Paleontology and Evolution, met het Klassiek Griekse ornis, 'vogel'. Het genootschap had in 2000 haar jubileumcongres in China gehouden. De soortaanduiding verwijst naar de vindplaats Chaoyang.
Het holotype IVPP V12698 is in 2000 bij Shangheshou in Liaoning gevonden in de Jiufotangformatie die dateert uit het Aptien-Albien, ongeveer 112 miljoen jaar oud. Het bestaat uit een vrij compleet skelet dat echter grotendeels niet meer in verband ligt. Aan de soort zijn toegewezen IVPP V13275 en IVPP V13276, twee vrij complete skeletten. Mogelijke andere specimina zijn CAGS-03-07-08, LPM B00166 en JZPM-LSV-130. De toewijzing wordt erg gecompliceerd doordat de lagen vele gelijkende fossielen opgeleverd hebben — in 2011 werd het totaal daarvan al geschat op ruim honderd — waarvan het merendeel niet (goed) beschreven is en waarvan sommige wellicht ten onrechte gebruikt zijn om aparte taxa op te baseren zonder dat de variatie binnen het materiaal als geheel is vastgesteld. Geen van de fossielen toont resten van de veren.

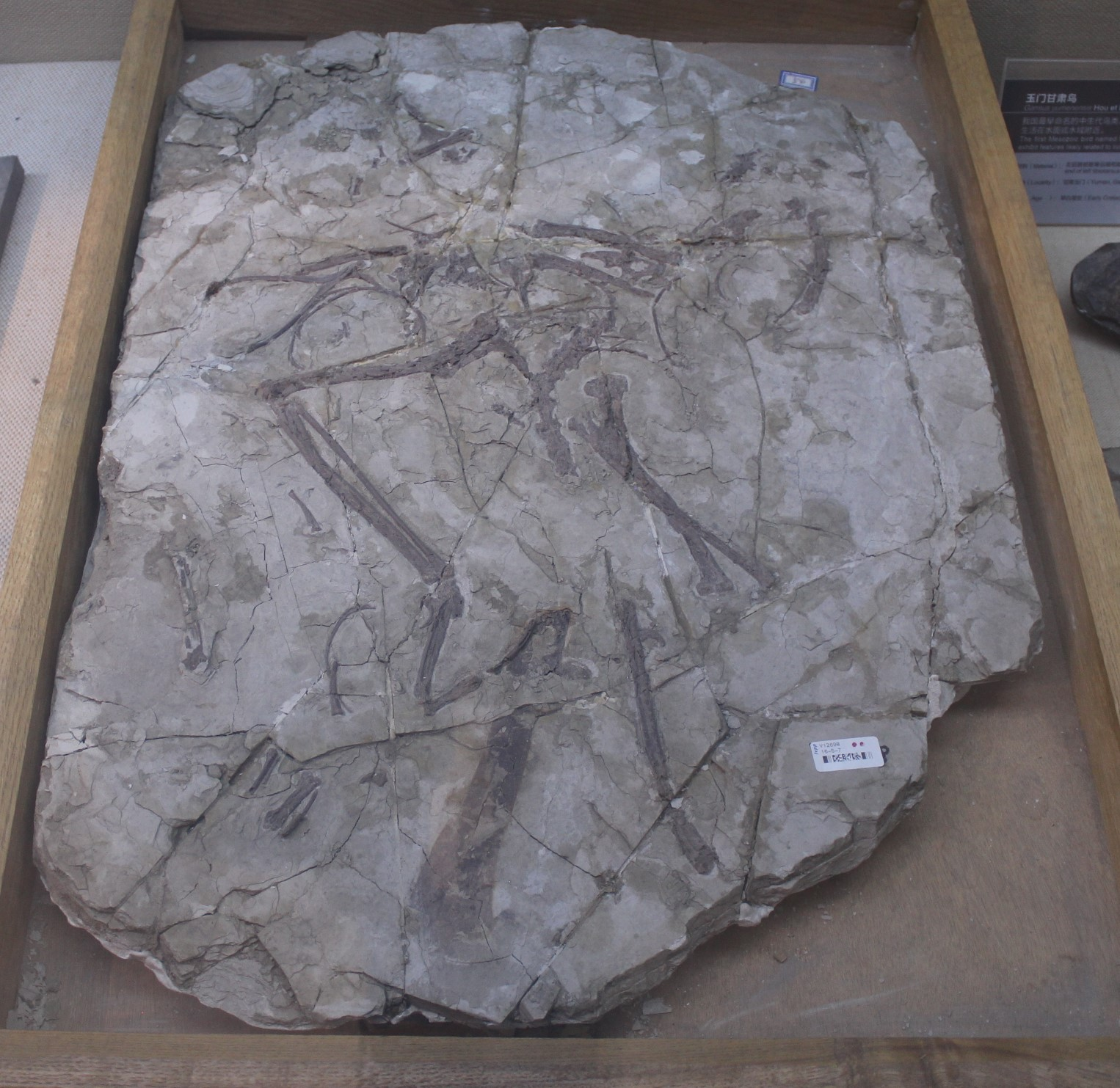
Het holotype

In 2009 benoemde Pauline Provini een tweede soort: Sapeornis angustis, gebaseerd op het zeer complete specimen IVPP V13396. De soortaanduiding betekent 'nauw' in het Latijn, een verwijzing naar de nauwere crista deltopectoralis. Het gaat hier echter om een jong dier dat het jong zou kunnen zijn van S. chaoyangensis wat S. angustis tot een jonger synoniem van de typesoort zou maken.
Iets later in 2002 benoemden Stephen Czerkas en Ji Qiang de soort Omnivoropteryx sinousaorum op basis van specimen CAGS-02-IG-gausa-3 (later DM 609). Dit is een niet-geprepareerd fossiel waarvan de kenmerken via een röntgenfoto werden vastgesteld en dat vermoedelijk een onvolgroeid individu betreft. De meeste onderzoekers hebben de soort genegeerd. Een analyse van Garreth Dyke uit 2011 liet een nauwe verwantschap met Sapeornis zien; het is gesuggereerd dat Omnivoropteryx een jonger synoniem is van Sapeornis.
In 2005 benoemde Yuan Chongxi Didactylornis jii in een dissertatie; een beschrijving uit 2008 maakte de naam geldig. De soort is gebaseerd op specimen CDPC-02-08-001 en verschilt van Sapeornis voornamelijk in de vergroeiing en reductie van bepaalde elementen in de hand en de voet. Het is gesuggereerd dat het slechts om een oud individu van Sapeornis zou gaan; ook Didactylornis zou volgens Zhou een jonger synoniem zijn.
In 2010 benoemde Hu Dongyu de soort Shenshiornis primita op basis van het in 2005 gevonden specimen LPM B00018, een gedeeltelijk skelet van een onvolwassen dier. Het komt nauw met Sapeornis in bouw overeen en onderscheidt zich ervan slechts in kenmerken die een gevolg zouden kunnen zijn van rijpingsverschillen. Het is gesuggereerd dat ook Shenshiornis een jonger synoniem is van Sapeornis.
Een studie uit 2013, waarin een jong exemplaar werd gemeld dat delen van de kussens op de onderzijde van de voet bewaard had, concludeerde dat alle toen bekende exemplaren op een enkle groeicurve geplaatst konden worden en dus ook een enkele soort vertegenwoordigden: Sapeornis chaoyangensis.
In 2017 werd het gebit meer in detail beschreven aan de hand van de specimina STM 16, 17 en 18.
In 2020 werd aan de hand van een nieuw exemplaar, specimen IVPP V19058, de bouw van de schedel beschreven.
In 2023 werden vijf exemplaren gemeld met een uitzonderlijke preservering van het verenkleed.

## Beschrijving

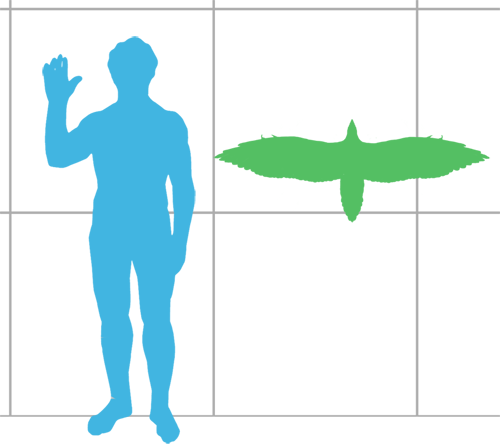
Vergelijking in grootte met een mens

Een beschrijving van Sapeornis wordt bemoeilijkt door het ontbreken van veel details bij het holotype en de onzekerheid welke andere specimina gebruikt mogen worden om deze informatie aan te vullen. Volgens een schatting van Gregory S. Paul uit 2010 heeft Sapeornis een lengte van veertig centimeter en een gewicht van één kilogram. Dat betekent niet dat de soort erg klein is in vergelijking met andere basale vogels; deze hebben namelijk een lange benige staart. Bij Sapeornis zijn de uiterste staartwervels versmolten tot een kort pygostyle. 
De meeste onderzoekers gaan ervan uit dat Omnivoropteryx en Shenshironis een goed beeld kunnen geven van de bouw van de schedel die bij de overige specimina erg fragmentarisch is. Eerste afbeeldingen van Sapeornis gaven de kop te spits en te plat. In feite was deze vrij hoog en bol met een stompe snuit. Het neusbeen is kort en breed. De onderkaken zijn tandeloos; voor in de bovenkaak staan wat kleine tandjes: vier in de praemaxilla, bij sommige exemplaren ook nog een aantal in de maxilla, tyisch drie. Die zijn half zo lang als de premaxillaire tanden. Voor de ronde oogkassen bevindt zich een klein rond fenestra antorbitalis en daar weer voor is er een nog kleinere ronde maxillaire opening. Het neusgat is groot en ovaal. De oogkas is vermoedelijk van het onderste slaapvenster gescheiden. In 2020 werd dit bevestigd: de neergaande tak van het postorbitale raakt een robuust jukbeen. Dat betekent dat de kinesis, de beweeglijkheid, van de schedel gering is, zoals bij de eerste vogels. Jukbeen en quadratojugale zijn hecht verbonden via een zigzaggende beennaad. Het quadratum heeft een enkelvoudige kop en een korte brede tak richting postorbitale. Dat alles verhindert de kinesis eveneens.
Het verhemelte is basaal gebouwd. Het verhemeltebeen is wellicht vierstralig in plaats van driestralig. Er is een robuust ectopterygoïde, een zeer basaal kenmerk onder vogels alleen bekend van Archaeopteryx. Het ploegschaarbeen heeft vooraan een breed contact met het bovenkaaksbeen en raakt achteraan het parasfenoïde van de hersenpan, wat ook al geen beweeglijkheid toestaat.
In het dentarium van de onderkaak staan twee tanden
De nek is vrij lang met elf halswervels. Ook de romp is langgerekt hoewel aan de achterkant tamelijk hoog door nogal recht naar beneden stekende schaambeenderen. Het bekken is breed met zeven sacrale wervels die vergroeid zijn tot een synsacrum. De achterpoten zijn stevig maar kort. Het dijbeen is bij het holotype 80,4 millimeter lang. De middenvoetsbeenderen zijn bovenaan vergroeid. De armen zijn robuust en zeer lang met een sterk verlengde tweede vinger. Het opperarmbeen bij het typespecimen heeft een lengte van ongeveer dertien centimeter, de ellepijp van 13,5 centimeter. De polsbeenderen zijn vergroeid met de middenhand. De hand als geheel heeft opnieuw een lengte van zo'n dertien centimeter wat een totale vleugelspanwijdte oplevert van een meter, de grootste die voor een vogel uit het Onder-Krijt bekend is.
De beschrijvers stelden enkele onderscheidende kenmerken vast. De arm heeft anderhalfmaal de lengte van de achterpoot. Het boemerangvormige vorkbeen heeft een lang smal hypocleidium, een uitsteeksel richting borstbeen. In de deltopectorale kam van het opperarmbeen bevindt zich een langwerpige ovale opening. De derde vinger is gereduceerd tot twee vingerkootjes.
Afhankelijk van de plaats van Sapeornis in de stamboom zijn er nog andere kenmerken mogelijk waarin de soort van verwanten afwijkt: de tandeloze onderkaak; een niet-verbeend sternum; een tweede vingerkootje van de tweede vinger dat korter is dan het eerste vingerkootje; een recht derde middenhandsbeen.
In 2012 werd een verbeterde diagnose gegeven met de volgende aanvullende kenmerken: er staan schepvormige tanden in de praemaxilla en het bovenkaaksbeen. Het ravenbeksbeen is breed. De formule van de vingerkootjes is 2-3-2. Het pygostyle, het vergroeide staartuiteinde, is kort, korter dan de middenvoer.
In bepaalde opzichten is Sapeornis in bouw erg basaal. De eerste vinger is langer dan de middenhand. Het kuitbeen reikt tot de enkel. De voet heeft nog een vijfde middenvoetsbeen. Het vorkbeen is robuust gebouwd. In het holotype en de toegewezen specimina IVPP V13275, V13276 is het ravenbeksbeen kort; het andere materiaal toont echter een lang ravenbeksbeen, zowel de jongere (Omnivoropteryx) als de oudere exemplaren (Didactylornis) wat erop zou kunnen duiden dat deze toch een apart taxon vormen.

## Fylogenie
Zhou benoemde in 2006 voor Sapeornis een Sapeornithidae binnen een ruimere Sapeornithiformes. Misschien is Sapeornis hiervan de enige bekende soort. Mocht Omnivoropteryx daarentegen een apart taxon zijn dan is het een sapeornithide wat echter de naam Sapeornithidae ongeldig zou maken: in 2002 benoemde Czerkaz namelijk een Omnivoropterygidae binnen een Omnivoropterygiformes en deze eerder gepubliceerde naam heeft prioriteit. Zij wordt echter in feite nooit gebruikt.
De positie van Sapeornis in de stamboom is problematisch. Sommige analyses plaatsen de soort onder Confuciusornis, anderen erboven dus binnen Pygostylia.
Volgens Paul zijn de Oviraptorosauria vogels die het vermogen tot vliegen verloren hebben; Sapeornis zou dan een nog vliegend lid van deze aftakking geweest zijn. Deze opvatting wordt echter niet door exacte analyses ondersteund.

## Levenswijze
De levenswijze van Sapeornis is problematisch. De vorm van de kop en de vondst van gastrolieten ofwel maagstenen bij sommige specimina wijzen erop dat het een planteter betreft die zaden at. Dit wordt direct bevestigd door de vondst bij bepaalde exemplaren van een met zaden gevulde krop in de hals. De scherpe klauwen en de naar achter gerichte eerste teen die geschikt is om takken te grijpen zijn aanwijzingen dat Sapeornis een boombewoner was. De krachtige vleugels en pygostyle wijzen op een goed ontwikkeld vermogen tot vliegen waaronder een steile stijghoek en een grote wendbaarheid. Wat echter niet binnen het beeld van een energieke bosbewonende zaadeter past, zijn het ontbreken van een echt borstbeen en de lange vleugels. Daaruit is door sommigen geconcludeerd dat Sapeornis niet goed kon opstijgen en lange zweefvluchten ondernam die weinig inspanning vereisten. Het nut daarvan voor een zaadeter is echter niet duidelijk. In 2022 concludeerde een studie van specimen PMoL-AB00015 dat Sapeornis een schoudergewricht met twee gewrichtsvlakken had en een gedeeltelijk gesloten kanaal voor de borstspier die de vleugel hief, de musculus supracoracoideus. Hierdoor was een grotere verticale beweging mogelijk met een goed stijgvermogen. De neergaande beweging zou echter wel meer schuin naar voren hebben gelopen dan de verticale slag bij moderne vogels.
Uit onderzoek naar de scleraalringen, ondersteunende beenplaatjes voor de ogen, is gebleken dat Sapeornis een typische dagvogel was, die 's nachts weinig kon zien en dan dus ook niet actief was.